# Governor's Harbour Airport
Governor's Harbour Airport är en flygplats i Bahamas.   Den ligger i distriktet North Eleuthera District, i den östra delen av landet, 100 km öster om huvudstaden Nassau. Governor's Harbour Airport ligger 11 meter över havet.
Terrängen runt Governor's Harbour Airport är mycket platt. Trakten är glest befolkad. 